# Lee Meriwether
Lee Meriwether, geboren als  Lee Ann Meriwether (Los Angeles, 27 mei 1935), is een Amerikaans actrice en de Miss America van 1955. Ze werd zowel in 1975 als in 1976 genomineerd voor een Golden Globe voor haar hoofdrol als Betty Jones in de misdaadserie Barnaby Jones. Voor diezelfde rol werd ze in 1977 genomineerd voor een Primetime Emmy Award. Meriwether maakte in 1954 haar acteerdebuut in een aflevering van The Philco Television Playhouse. Haar eerste filmrol volgde in 1959, als Linda Davis in de sciencefictionfilm 4D Man.
Meriwethers acteercarrière bestaat voor het grootste gedeelte uit televisieseries. Ze had rollen als wederkerende personages in meer dan tien verschillende, waarvan die als dochter Betty Jones in Barnaby Jones (178 afleveringen), die als Lily Munster in de sciencefictionkomedie The Munsters Today (73 afleveringen), die als Ruth Martin in de soap All My Children (49 afleveringen) en die als Ann MacGregor in de sciencefictionserie The Time Tunnel het omvangrijkst zijn. Daarnaast had Meriwether eenmalige gastrollen in meer dan vijftig andere series. Voorbeelden hiervan zijn Dragnet (in 1958), Leave It to Beaver (1961), The Man from U.N.C.L.E. (1965), The Fugitive (1966), Star Trek (1969), Cannon (1975), Fantasy Island (1983), Mr. Belvedere (1986), Jake and the Fatman (1981), Touched by an Angel (2000), Wizards of Waverly Place (2008) en Desperate Housewives (2012). In onder meer Perry Mason, The Love Boat en Murder, She Wrote speelde ze in meerdere afleveringen, maar telkens als een ander personage.

## Filmografie
*Exclusief 5+ televisiefilms
| - Love & Debt (2019) - Waiting in the Wings: Still Waiting (2018) - Hell's Kitty (2018) - Batman vs. Two-Face (2017, stem) - Breaking Legs (2017) - Trew Calling (2017) - A Christmas in New York (2016) - Sunny in the Dark (2015) - A Horse for Summer (2015) - Abaddon (2014) - The Ultimate Life (2013) - Birthday Cake (2013) - Silent But Deadly (2012) - Sunset Stories (2012) | - No Limit Kids: Much Ado About Middle School (2010) - Touching Home (2008) - Say It in Russian (2007) - The Ultimate Gift (2006) - Return to the Batcave: The Misadventures of Adam and Burt (2003, televisiefilm) - The Brothers O'Toole (1973) - The Undefeated (1969) - Angel in My Pocket (1969) - The Legend of Lylah Clare (1968) - Namu, the Killer Whale (1966) - Batman (1966) - The Courtship of Eddie's Father (1963) - 4D Man (1959) |

## Televisieseries
*Exclusief eenmalige gastrollen

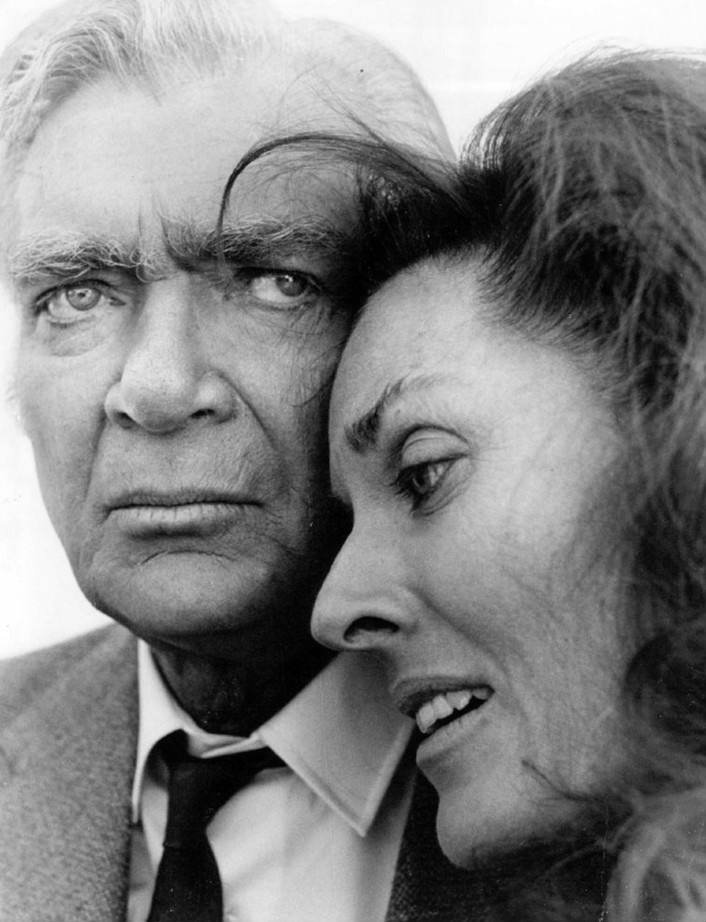
Met Buddy Ebsen, de vertolker van het titelpersonage in Barnaby Jones (1973)

- Project: Phoenix - Birdie Spencer (2012-2014, zes afleveringen)
- All My Children - Ruth Martin (1996-2011, 49 afleveringen)
- The Munsters Today - Lily Munster (1988-1991, 73 afleveringen)
- Barnaby Jones - Betty Jones (1973-1980, 178 afleveringen)
- The F.B.I. - Joanna Lauren (1965, drie afleveringen)
- The New Andy Griffith Show - Lee Sawyer (1971, tien afleveringen)
- Mission: Impossible - 6x Tracey, 2x Anna Rojak (1969-1970)
- The Time Tunnel - Ann MacGregor (1966-1967, dertig afleveringen)
- Batman - Lisa (1967, twee afleveringen)
- 12 O'Clock High - Phyllis Vincent (1965-1966, twee afleveringen)
- My Three Sons - Phyllis Allen (1965-1966, drie afleveringen)
- Dr. Kildare - Verpleegster Bonnie (1963, twee afleveringen)

## Privé
Meriwether trouwde in 1986 met Marshall Borden, haar tweede echtgenoot. Hij is net als haar te zien in thriller Say It in Russian (2007). Meriwether trouwde in 1958 voor het eerst, met acteur Frank Aletter. Samen met hem kreeg ze in 1960 dochter Kyle Aletter en in 1963 dochter Lesley Aletter, die sinds 1987 meewerkte aan meer dan veertig films en series als stuntvrouw.
- Bibsys: 7022072
- Bibliothèque nationale de France: cb14206232p (data)
- Gemeinsame Normdatei: 139665935
- International Standard Name Identifier: 0000 0000 7840 1411
- Library of Congress Control Number: n85262590
- MusicBrainz: a14b630c-4696-49a6-851d-69511fe49931
- SNAC: w6r3505t
- Virtual International Authority File: 16217074
- WorldCat: E39PBJdmhG6dKhXY3B7WvqmyBP